# Cova del Gat
La cova del gat, situada al Mas d'en Llop, és una cova a quatre quilòmetres del nucli de Figuerola del Camp (Alt Camp), inclosa a l'Inventari del Patrimoni Arqueològic i Paleontològic de Catalunya.
La boca d'entrada, que fa aproximadament un metre de diàmetre, està protegida per grans blocs calcaris. És un jaciment arqueològic que l'any 1934 ja va ser intervingut pel doctor Salvador Vilaseca, tot i que la cova ja s'havia descobert amb anterioritat. Vilaseca la va classificar com a sepulcral d'època eneolítica (2000 aC), als inicis de l'edat del bronze. Durant la dècada dels 70, estudiosos locals també hi van fer dues actuacions. A la cova s'hi han trobat fragments ceràmics amb decoració amb cordons i botons, i eines de sílex i os, a més de collarets.
Durant els anys 2006 i 2009 es van dur a terme diverses excavacions arqueològiques preventives que van aportar nous resultats: podem afirmar que la Cova del Gat va ser utilitzada com a cova sepulcral durant l'Edat del Bronze Inicial, on es van practicar inhumacions primàries successives d'almenys set individus, tant homes com dones, però tots ells d'edat adulta. Degut a diversos factors postdeposicionals (caus d'animals salvatges, remocions per enterraments posteriors, arrels dels arbres...) els esquelets no es troben en connexió anatòmica, sinó formant una ossera. Es van excavar dues sales, una de les quals estava tancada per una estructura de pedres i ossos humans que en dificultaven l'accés. L'aixovar estava format per diferents vasos, tenalles i bols ceràmics, puntes de sílex foliaformes, molins barquiformes de ma, denes de collaret d'os i esteatita, un fragment d'aixada i restes de fauna.